# Damnacanthus tsaii
Damnacanthus tsaii là một loài thực vật có hoa trong họ Thiến thảo. Loài này được Hu mô tả khoa học đầu tiên năm 1935.